# Schronisko Votruby

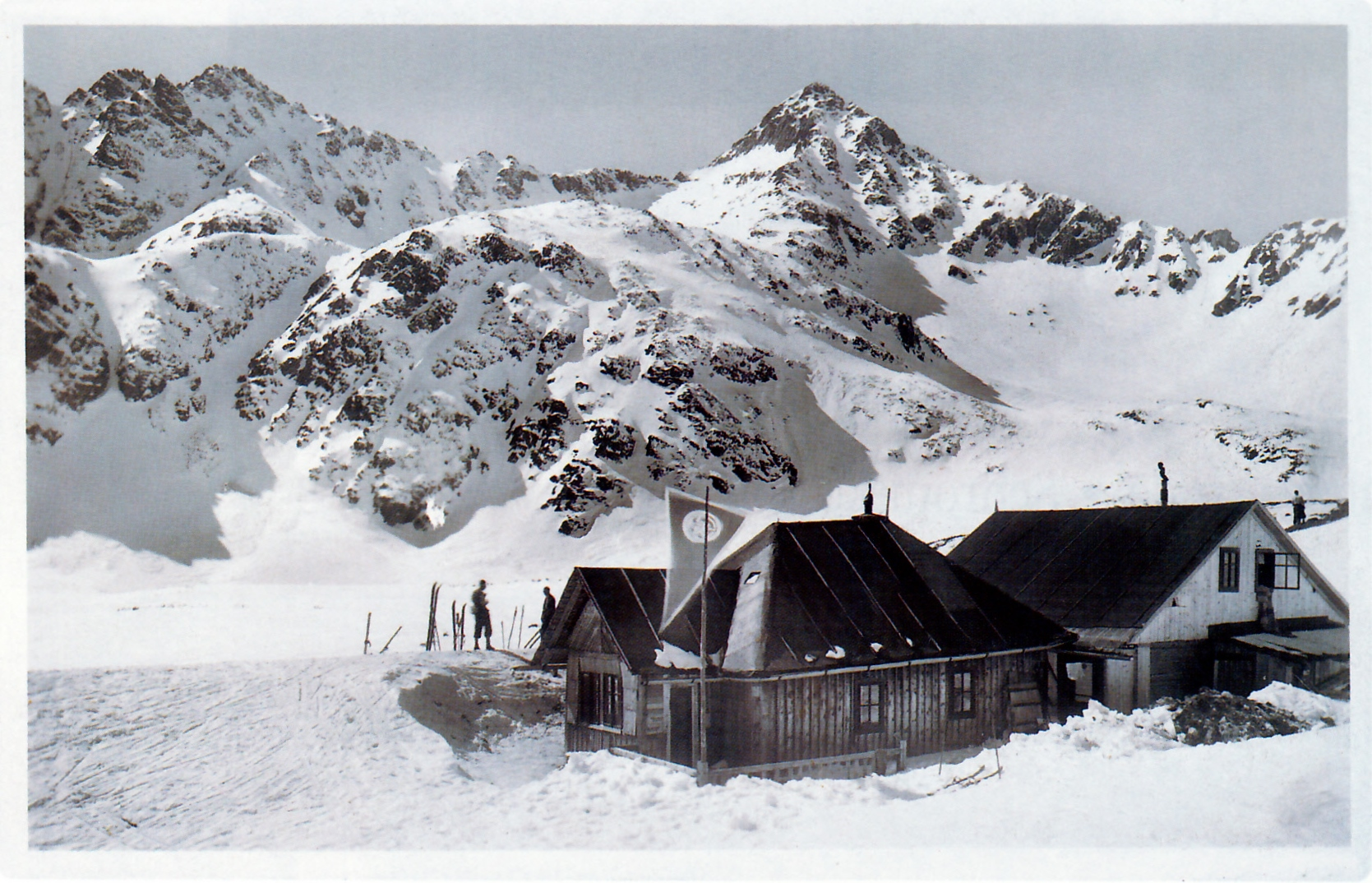
Schronisko Votruby po rozbudowie. Po prawej widoczna nowa część obiektu

Schronisko Votruby (słow. Votrubova chata, potocznie także Votrubovka) – nieistniejące już schronisko turystyczne położone w Dolinie Białych Stawów we wschodniej części Tatr Wysokich zarządzane przez Klub Czechosłowackich Turystów („KČST”).

## Historia
Powstanie obiektu nazwanego później schroniskiem Votruby nieodłącznie wiąże się z konfliktami granicznymi pomiędzy Polską a Czechosłowacją, w szczególności dotyczącymi przynależności państwowej tzw. Tatr Jaworzyńskich (Doliny Białej Wody i  Jaworowa wraz z odgałęzieniami). Wzdłuż tymczasowej granicy państwowej w pierwszych latach po zakończeniu I wojny światowej nierzadko  zdarzały się incydenty. Do jednego z nich doszło w czerwcu 1919 roku, kiedy wobec ofensywy wojsk Węgierskiej Republiki Rad i niepewnej sytuacji na Spiszu polska Kompania Wysokogórska przemaszerowała z Zakopanego przez Łysą Polanę, Jaworzynę i Przełęcz pod Kopą aż do leżących po południowej stronie Tatr Matlar.
W tej sytuacji armia czechosłowacka postanowiła zabezpieczyć główne przełęcze tatrzańskie przed nieupoważnionym dostępem. Z inicjatywy mjr. Václava Dusila wojsko w 1922 roku uzyskało od właściciela terenu – miasta Kieżmark – zgodę na wzniesienie placówki wojskowej w górnej części Doliny Białych Stawów, przy szlaku wiodącym na łatwo dostępną Przełęcz pod Kopą. Ponadto pod warunkiem wytyczenia drogi kołowej z Kieżmarskich Żłobów miasto bezpłatnie udostępniło armii także odpowiednią ilość drewna. Ostatecznie jego transport z miejsca pozyskania trwał około pięciu godzin, jako że każda belka wnoszona była na ramionach sześciu żołnierzy. Jeszcze przed ostatecznym ukończeniem wartej 12 300 koron budowy w sierpniu 1923 roku obiekt – wobec uspokojenia sytuacji granicznej – przeznaczono na potrzeby ruchu turystycznego. Niewielki drewniany budynek składał się z dwóch izb, jadalni i sypialni dla 32 osób o łącznej powierzchni 39,5 m². Początkowo korzystali z niego zarówno wojskowi, jak i turyści, a oficjalne otwarcie jako schroniska nastąpiło 1 lipca 1924 r. Budynek przekazano w zarząd kieżmarskiemu oddziałowi Klubu Czechosłowackich Turystów, jako że działaczami Klubu byli zarówno Václav Dusil (oficer w popradzkiej brygadzie górskiej oraz członek czechosłowacko-polskiej komisji delimitacyjnej), jak i gen. Jan Votruba (dowódca 2 Brygady Piechoty Górskiej w Nowej Wsi Spiskiej oraz autor taktyki obrony Tatr Wysokich, którego imię otrzymało schronisko). Choć początkowo pojawiła się inicjatywa zmiany nazwy na „Schronisko Janosika” (Jánošíkova chata), to jednak nazwa ta nie przyjęła się.
Stosunkowo szybko remontu wymagał kryty gontem dach, na który to cel oddziały KČST żupy podtatrzańskiej wpłaciły po 2 korony od każdego swojego członka. W 1932 roku obiekt doczekał się poważnej rozbudowy. Wskutek wzniesienia drugiego, połączonego z Votrubovką budynku powierzchnia użytkowa schroniska wzrosła niemal trzykrotnie – o 72 m². W nowym skrzydle znalazła się wspólna sypialnia dla 40 osób (miejsca na pryczach z materacami wypełnionymi trawą morską), jadalnia, dodatkowa izba, a na piętrze awaryjne sale do spania – oddzielne dla mężczyzn i kobiet. Całość wykonano z drewna pochodzącego z rozebranego budynku wzniesionego bez pozwolenia w Zadnich Koperszadach przez Gerharda Oehlicha. Nową część obiektu otwarto 18 września 1932 r. Schronisko czynne było w sezonie letnim, okresowo także w zimie.
Z uwagi na zły stan techniczny Schroniska Votruby KČST od co najmniej 1936 roku planował postawienie w pobliżu nowego, większego i bardziej nowoczesnego schroniska. Plany te ziściły się wraz z wybudowaniem w 1942 roku stojącego nad brzegiem Wielkiego Białego Stawu Schroniska Kieżmarskiego. Votrubova chata w ostatnim okresie swojego istnienia służyła jako budynek gospodarczy oraz zaplecze noclegowe dla budowniczych nowego obiektu. Rozebrano ją na krótko przed oficjalnym otwarciem jej następczyni. Ostatnim chatarem był Alojz Krupitzer, wcześniejszy gospodarz w Schronisku pod Rysami.